# ミロ・クァルテット
ミロ・クァルテット (Miró Quartet) は、テキサス州オースティンを拠点に国際的に活動する弦楽四重奏団。

## メンバー
- 第1ヴァイオリン - ダニエル・チン (Daniel Ching)
- 第2ヴァイオリン - ウィリアム・フェドケンホイヤー (William Fedkenheuer)[1]
- ヴィオラ - ジョン・ラージェス (John Largess)
- チェロ - ジョシュア・ジンデル (Joshua Gindele)

創設以来第2ヴァイオリンは山本サンディー智子が務めていたが脱退。現在、第2ヴァイオリンを担当するウィリアム・フェドケンホイヤーはかつてボロメーオ・ストリング・クァルテットとフライ・ストリート・クァルテットに在籍していた。

## 解説
1995年にオーバリン音楽院の学生4人で結成。1997年に2人のメンバーが脱退し、新たなメンバーが加入した。創設後最初の5年間、参加したコンクールをすべて勝ち取り（全米フィショフ室内楽コンペティション（1996年）、バンフ国際弦楽四重奏コンクール（1998年）、ウォルター・W ・ナウンバーグ財団室内楽賞（2000年））、2005年にはクリーブランド・クァルテット賞とアンサンブルとして初めてエイヴリー・フィッシャー・キャリア・グラントを受賞した。現在はテキサス大学オースティン校のカルテット・イン・レジデンスを務め、Sarah and Ernest Butler School of Musicで教鞭をとる。
頻繁に北米、アジア、ヨーロッパでツアーを行っており、サンタフェ室内楽フェスティバル、ノースウエスト室内楽フェスティバル、ラ・ホヤ・サマーフェスタ、オーカス島室内楽フェスティバルといったアメリカの主要な音楽祭の常連。これまでピンカス・ズーカーマン、ジョシュア・ベル、五嶋みどり、レイフ・オヴェ・アンスネス、ジョン・キムラ・パーカーといった音楽家と共演している。
ディスコグラフィーは2004年にディアパソン・ゴールドディスク賞を受賞したジョージ・クラムの「黒天使たち（ブラック・エンジェルズ）」があり、2003年に録音されたシューベルトとメンデルスゾーン（チェリストのマット・ハイモヴィッツと共演）は2009年2月、『ニューヨーク・タイムズ』で言及された。